# Арка Веллингтона
Арка Веллингтона (также известна как Арка Конституции или (первоначально) Арка Грин-Парк) — триумфальная арка, расположенная к югу от Гайд-парка в центральной части Лондона и в северо-западном углу Грин-парка (в настоящее время она вынесена на островок безопасности).
Возведена, как и Мраморная арка, к северу от Гайд-парка, в 1825 году по приказу Георга IV в честь победы Великобритании в Наполеоновских войнах. Предполагалось, Арка Веллингтона станет внешними воротами, ведущими к Конститьюшн-хилл, и будет служить парадным западным въездом в центр Лондона. В XVIII веке ворота в этом районе создавали ощущение того, что это было начало Лондона (поэтому находящаяся рядом с ней резиденция герцогов Веллингтонов Эпсли-хаус получила прозвище «Номер один Лондона») и арка была призвана отметить важность этого места.

## История
Арка Веллингтона была построена в 1826—1830 годах по проекту в ознаменование победы в Наполеоновских войнах. Комитет, возглавляемый премьер-министром лордом Ливерпулем, по совету Чарльза Арбутнота, президента Совета уполномоченных по лесам, выбрал исполнителем архитектора Децимуса Бёртона. По словам Абутнота, он предложил кандидатуру Бёртона, впечатлившись его работами в Риджентс-парке, отличавшимися «архитектурной красотой и правильностью». Предполагалось, что новая арка будет служить триумфальными воротами, открывающими путь к недавно построенному Букингемскому дворцу. По замыслу Бёртона, вокруг возводимой Арки должно было возникнуть пространство для проведения национальных праздников.
Реконструкция Гайд-парка, Грин-парка и Сент-Джеймсского парка началась в 1825 году с устройства новых проездов и дорожек, после чего Бёртон спроектировал новые сооружения: Камберлендские ворота, Стэнхоупские ворота, Гросвенорские ворота, ворота Гайд-парка в Гайд-парк Корнер, позднее — ворота принца Уэльского в Найтсбридже, выполненные в классическом стиле. В Гайд-парк Корнер король пожелал иметь «некоторые значительные церемониальные элементы, которые были бы достойны нового дворца, лежащего в его задней части», и он принял предложение Бёртона создать арку, которая позволит всем, кто подходит или подъезжает к Букингемскому дворцу с северной стороны миновать будущую триумфальную арку, затем, повернув налево, спуститься с Конситьюшн-хилл и попасть во двор дворца через Мраморную арку Нэша.
Первоначальный проект Бёртона был создан по образцу Арки Тита в Риме, однако, он был отклонён Комитетом, который склонялся к тому, чтобы новая триумфальная арка, как и трёхпролётная Мраморная, была похожа на Арку Константина. Бертон переделал проект, «чтобы потворствовать величественному эго», размеры сооружения были увеличены, общий вид опирался на фрагменте руины, найденной на Римском форуме. Новый проект был одобрен 14 января 1826 года. После постройки арка стала «одной из самых любимых достопримечательностей Лондона» .

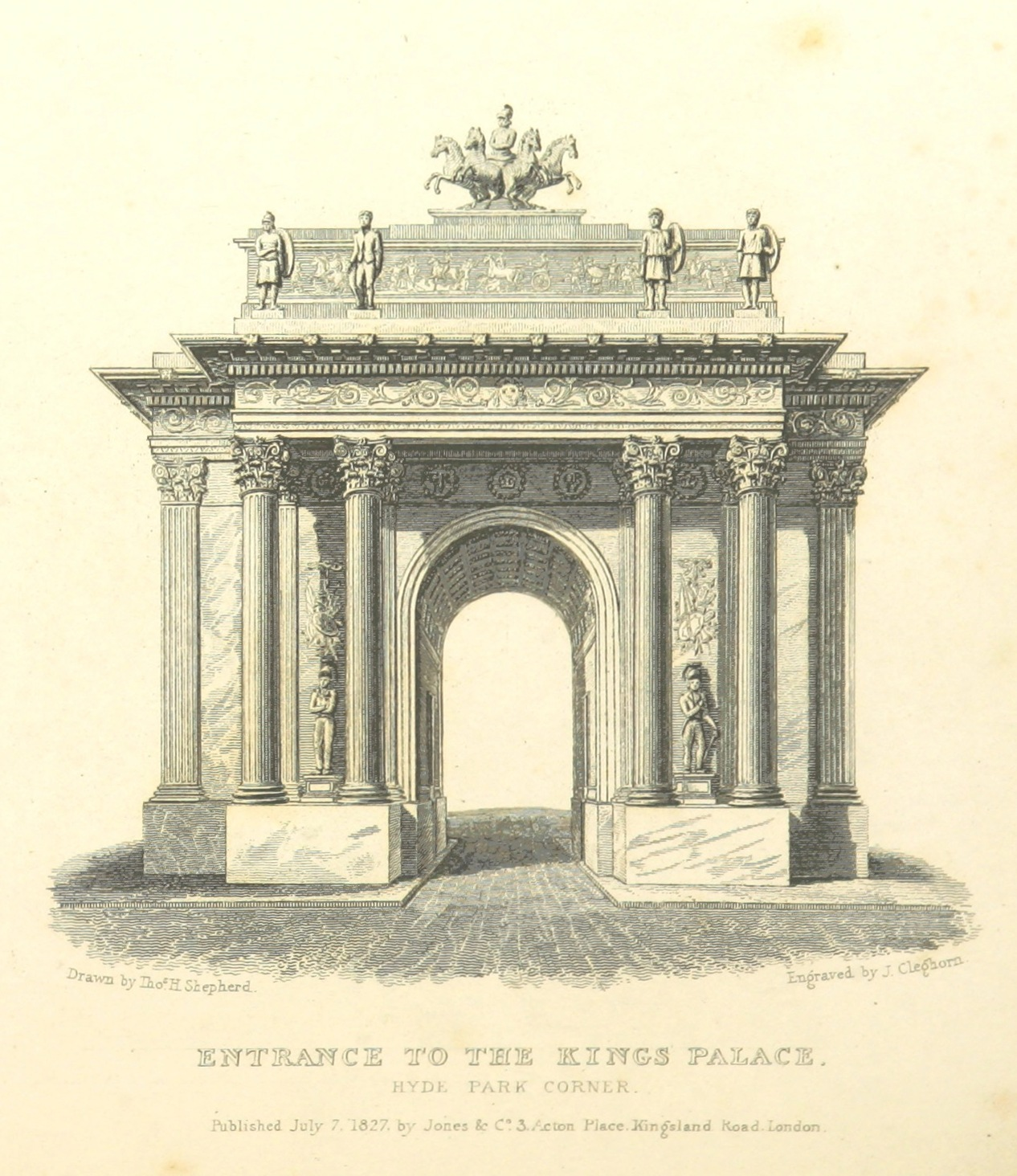
Гравюра 1827 года, показывающая полный орнамент, первоначально предназначенный для арки, включая барельефы и статуи. Гравюра из Shepherd's Metropolitan Improvements была опубликована, когда арка ещё строилась

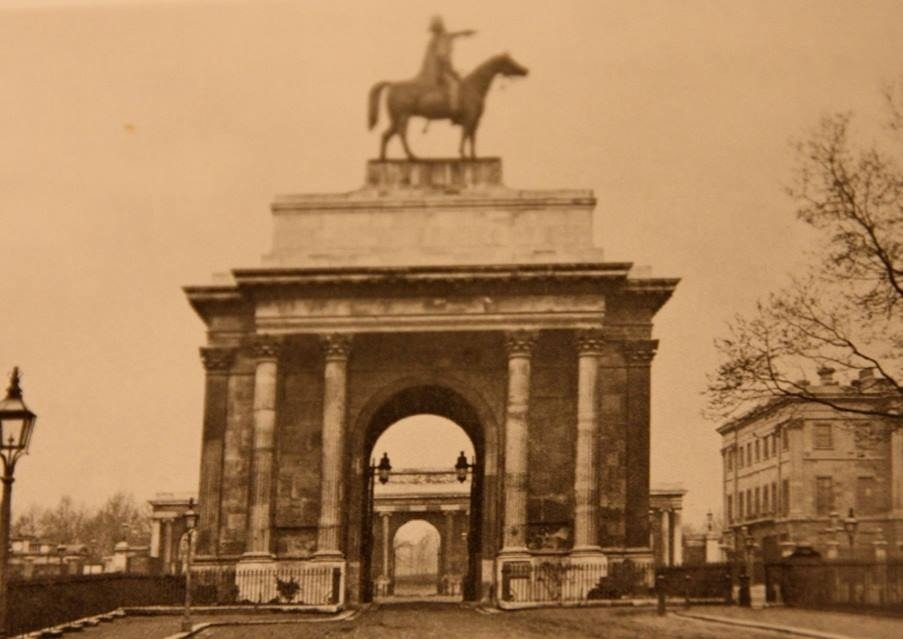
Арка со статуей Веллингтона. Фотография 1850-х годов

Арка имеет один пролёт и оформлена колоннами коринфского ордера. Современный отчёт, написанный в ожидании завершения первоначального плана, описывает то, что было задумано Бертоном: «Антаблемент элегантный с богатым скульптурным фризом и рядом смело выступающих львиных голов на киматии, отмечающих центры колонн и других частей ордера. Над антаблементом на высоком перекрытии возвышается аттик, корпус которого украшен скульптурным изображением древнего триумфа. На каждой из колонн находится статуя воина, а на вершине акротерия, возвышающегося над аттиком, стоит фигура в квадриге или древней четырёхконной колеснице».
От большей части планируемого декора пришлось отказаться в целях экономии средств, так как в это же время проводился ремонт Букингемского дворца, которому король уделял большое внимание. Арка первоначально располагалась почти напротив Эпсли-хаус, под прямым углом к ней. В 1846 году на Арку решили водрузить статую полководца и премьер-министра сэра Артура Уэпсли, 1-го герцога Веллингтона. Скульптура высотой 8,5 м работы Мэтью Коутса Уайата считается самой большой конной статуей из ныне существующих. В то время её огромные размеры вызвали серьёзные споры. В 1882—1883 годах при расширении дороги арку переместили на небольшое расстояние и установили В Гайд-парк Корнер. В настоящее время она находится в центре большого «островка безопасности» для пешеходов, недалеко от западной части Грин-парка. В новом месте она потеряла своё первоначальное значение парадных ворот, ведущих в Гайд-парк, теперь через неё можно выйти на Конститьюшн-хилл.
В 1880-х годах конную статую герцога перевезли в город Олдершот. На Арке Веллингтона в 1912 году была поставлена огромная бронзовая квадрига, созданная по проекту Адриана Джонса. Скульптурная композиция изображает ангела мира, парящего над военной колесницей. До 1992 года внутри полой арки размещалось одно из двух самых маленьких отделений лондонской полиции (второе находилось на Трафальгар-сквер). Переданная в 1999 году организации «Английское наследие», в настоящее время арка открыта для посетителей — её размещённая на трёх этажах экспозиция освещает историю сооружения. Посетители могут также выходить на террасы, расположенные по обе стороны от верхней части арки, откуда открываются прекрасные виды на Гайд-парк Корнер, на переход из Парк-лэйн и Пиккадилли, Грин-парк, Холм Конституции и частные сады Букингемского дворца.
Одна половина арки в настоящее время представляет собой вентиляционную шахту Лондонского метрополитена. В результате этого Лондонская пожарная служба ежегодно получает в среднем три сообщения о том, что из арки идёт дым, который, на самом деле является выбросом тёплого воздуха с пылью из подземки.